# Kamalesh Sharma
Kamalesh Sharma (ur. 30 września 1941) – indyjski dyplomata, były sekretarz generalny Wspólnoty Narodów. 
Sharma jest absolwentem uczelni w Delhi i King’s College na Uniwersytecie Cambridge. W 1965 dołączył do indyjskiej służby zagranicznej. Pracował w niej nieprzerwanie przez 36 lat, kończąc karierę w 2001 jako stały przedstawiciel Indii przy ONZ. W latach 2002–2004 był specjalnym przedstawicielem sekretarza generalnego ONZ (i tym samym szefem misji Narodów Zjednoczonych) w Timorze Wschodnim. W 2004 wrócił do indyjskiej dyplomacji, by stanąć na czele placówki w Londynie. 
24 listopada 2007 ogłoszono, iż jednogłośną decyzją przywódców państw członkowskich Wspólnoty Narodów zgromadzonych na szczycie w Kampali, został wybrany na nowego sekretarza generalnego tej organizacji. Objął urząd 1 kwietnia 2008. W 2016 roku na tym stanowisku zastąpiła go Patricia Scotland. 